# 라일 알자도
라일 앨제이도(Lyle Alzado, 1949년 4월 3일 ~ 1992년 5월 14일)는 미국의 배우, 권투 선수이다.
브루클린에서 태어났으며 포틀랜드에서 사망하였다.

## 영화
- 슈퍼히어로의 진실 (2008년) - 본인[자료화면] 역
- 행화이어 (1991년)
- 네온 시티 (1991년)
- 크레믈린 특공대 (1991년)
- 초능력 구애 작전 (1990년)
- 비디오테이프 대소동 (1988년)
- 하이웨이맨 (1987년)
- 불타는 태양 (1986, Oceans of Fire)
- 더블 맥거핀 (1979년)